# Mur de la mort
Pour l’article homonyme, voir Wall of death.
 (juin 2025).
Motif : Manque de sources pour affirmer la notoriété de ce type de mouvement de foule. Je n'ai pas compris le renvoi de l'interlangue vers Moshing#Wall of death ("Moshing"), et l'interlangue Wall of death ne concerne pas ce mouvement de foule (réviser donc les liens wikidata si la page est conservée). L'une des deux sources données est un article du « Gold Coast Bulletin » : est-ce suffisant pour sourcer la page ?
- Archive Wikiwix
- Bing
- Cairn
- DuckDuckGo
- E. Universalis
- Gallica
- Google
- G. Books
- G. News
- G. Scholar
- Persée
- Qwant
- (zh) Baidu
- (ru) Yandex
- (wd) trouver des œuvres sur Wikidata

| 1. | Préciser le motif de la pose du bandeau. | Précisez le motif de la pose du bandeau en utilisant la syntaxe suivante : {{admissibilité à vérifier\|date=août 2025\|motif=remplacez ce texte par le motif}}                      |
| 2. | Informer les utilisateurs concernés.     | Pensez à avertir le créateur de l'article, par exemple, en insérant le code ci-dessous sur sa page de discussion : {{subst:avertissement admissibilité à vérifier\|Mur de la mort}} |

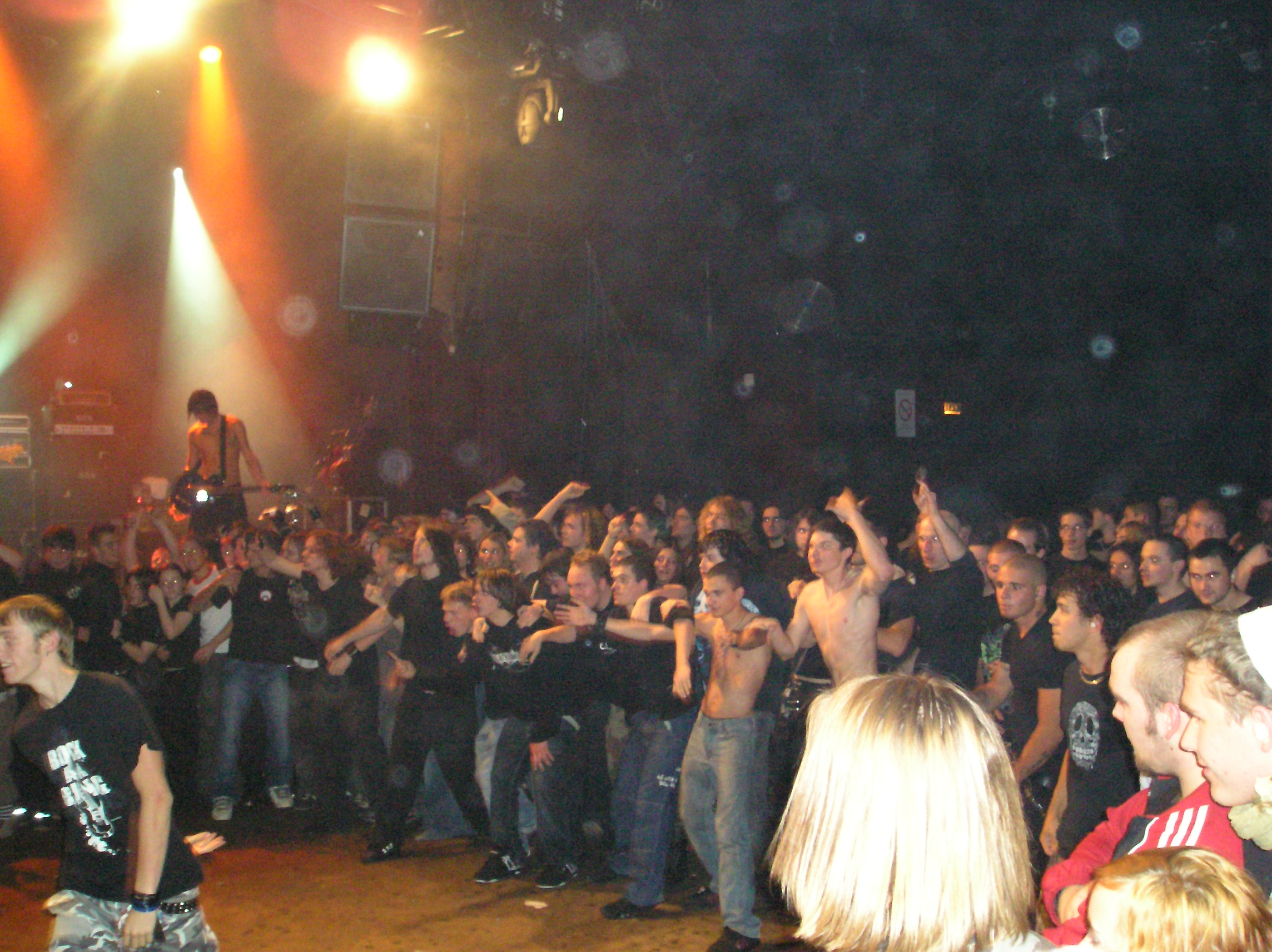
Exemple de Mur de la mort

Le mur de la mort (tiré de la désignation anglophone wall of death), appelé aussi Braveheart, est un mouvement de foule parfois rencontré dans les concerts metal et rock.
Pour certains morceaux, un membre du groupe demande au public de se séparer afin de laisser une allée vide au milieu de la salle. Une fois l'espace dégagé, au signal, les deux côtés se jettent l'un sur l'autre comme lors d'une charge d'infanterie médiévale. On note également qu'a certaines occasions, c'est le public lui-même qui organise le Wall of Death sans que le chanteur n'intervienne. L'image, popularisée par le film Braveheart, inspiré de la vie de William Wallace, a donné son autre nom à cette pratique.
Comme le pogo ou le slam, cette pratique présente des risques de contusions, perte d'effets personnels, etc. ; si ces grands mouvements de foule peuvent poser des problèmes supplémentaires aux personnes chargées de la sécurité, le public y voit plutôt une expérience sociale enrichissante.